# 小行星3152
小行星3152（3152 Jones）是一颗围绕太阳公转的小行星。1983年6月7日，艾倫·C·吉爾摩、潘蜜拉·M·基爾馬汀在蒂卡普湖发现了此天体。
該小行星以紐西蘭業餘天文學家阿爾伯特·F·A·L·瓊斯命名。
这颗小行星的绝对星等为290.4351901865098等。